# Lowrell Simon
Lowrell Simon (Chicago, Illinois; 18 de marzo de 1943-Newton, Misisipi; 19 de junio de 2018) fue un cantante de soul estadounidense.

## Biografía
Comenzó como cantante en The LaVondells, que se convirtió en The Vondells, que incluía a Butch McCoy y Jessie Dean, y disfrutó de cierto éxito regional en la década de 1960 con la canción "Lenore". Cuando los Vondells se separaron, Simon formó el grupo The Lost Generation junto a varios amigos de Chicago, y el grupo obtuvo varios éxitos estadounidenses entre 1969 y 1974. Después de la separación de la banda, Simon hizo contribuciones a la banda sonora de la película de 1974, Three the Hard Way , y escribió pistas para el álbum debut de 1976 de Mystique, que presentó a otros antiguos miembros de The Lost Generation. También escribió la canción "Dance Master" en 1974 para Willie Henderson, y la canción de 1979 "All About the Paper" para Loleatta Holloway..
A fines de la década de 1970, Simon comenzó a grabar con su primer nombre. Firmó para el sello de Liberace, AVI Records, y lanzó un álbum a fines de 1979 titulado Lowrell. El segundo sencillo del álbum, "Mellow Mellow Right On" por "You're Playing Dirty", fue el n.º 32 de los EE. UU. R & B hit ese año. Alcanzó el n.º 37 en el Reino Unido Singles Chart en diciembre de 1979. La canción ha sido probada copiosamente, incluyendo por Massive Attack, Imagination, Big Brooklyn Red en "Taking It Too Far" y Common, y ha sido cubierto por el equipo de producción de danza. LA Mix.